# Principato Editore
La Casa Editrice Giuseppe Principato è una casa editrice italiana con sede a Milano.

## Storia
Giuseppe Principato fonda la società editrice a Messina nel 1887. Successivamente il fondatore invia il figlio Ettore (Messina, 1890 – Lesa, 1973) a Milano per fare pratica presso l'editore Treves, con l'intento di dare un respiro nazionale alla casa editrice e di superare i limiti del mercato provinciale.
Giuseppe Principato muore nel terremoto di Messina del 1908 e l'attività della casa editrice si interrompe per alcuni mesi. Il figlio Ettore, insieme al fratello Manfredi, prende in mano la conduzione dell'impresa. Consapevole che per l'affermazione a livello nazionale della casa editrice era necessario pubblicare testi di alta qualità, stabilisce rapporti con alcuni dei maggiori studiosi italiani e ne pubblica le opere.
In questi anni pubblica testi di autori prestigiosi come:
- Giovanni Gentile, Le origini della filosofia contemporanea in Italia, (1917, 1923)
- Giovanni Gentile fu anche direttore della collana Biblioteca di filosofia
- Pietro Silva, Lezioni di storia
- Attilio Momigliano, Storia della letteratura italiana
- Gennaro Perrotta, Storia della letteratura greca
- Concetto Marchesi, Seneca, Tacito, Storia della letteratura latina
- Manara Valgimigli, collana di classici latini e greci
- Carlo Pellegrini, Storia della letteratura francese
- Giovanni Vittorio Amoretti, Storia della letteratura tedesca

Nel 1926 la casa editrice da Messina viene trasferita a Milano (dopo una breve parentesi romana): prima nella centralissima via Manzoni, poi in corso Concordia e infine in via Fauché 10 (dove ha ancora oggi sede e dove, nella fase culminante della Resistenza, Concetto Marchesi organizzò riunioni clandestine con esponenti di primo piano del movimento di liberazione, fra cui Lelio Basso, Alessandro Casati, Riccardo Lombardi e Adolfo Tino)
A partire dal dopoguerra Giuseppe Principato (1912-1997), figlio di Ettore, assume la guida della casa editrice e orienta la linea editoriale in senso più strettamente scolastico. Prosegue tuttavia nella ricerca di collaboratori di prestigio, fra i quali possiamo ricordare:
- Carlo Passerini Tosi, Dizionario della lingua italiana
- Walter Binni, Antologia e storia della letteratura italiana insieme a Riccardo Scrivano
- Mario Sansone, Storia della letteratura italiana, Manzoni
- Stefano Ludovico Straneo e Romeo Consorti, Disegno tecnico
- Fernando Palazzi, Dizionario della lingua italiana, in coedizione con Ceschina
- Carlo Grabher, Commento alla Divina Commedia
- Luisa Monti, La terra dell'uomo
- Franco Gaeta, Pasquale Villani e Augusto Camera, Corso di storia
- Carlo Sini, I filosofi e le opere
- Dario Del Corno, La letteratura greca
- Salvatore Guglielmino, Guida al Novecento
- Alida Ardemagni, Francesco Mambretti, Giovanni Silvera, Geo Fare Geografia
- Salvatore Guglielmino e Hermann Grosser, Il sistema letterario

Dagli anni Ottanta del Novecento la guida della casa editrice viene affidata a Girolamo (Mino) Potestà (1940-2014) e a Franco Menin (direttore editoriale). Dal 2014 al 2020 la Principato viene gestita da Franco Menin e da Stefano Potestà. La casa editrice attualmente è una Società per azioni ed ha sede a Milano in via Fauché, 10.
Dal 2020 la casa editrice è entrata nel perimetro del Gruppo Editoriale ELi.